# Microcharon acherontis
Microcharon acherontis là một loài chân đều trong họ Microparasellidae. Loài này được Chappuis miêu tả khoa học năm 1943.